# Wimbledon 2023
De 136e editie van de Wimbledon Championships vond plaats van maandag 3 tot en met zondag 16 juli 2023. Voor de vrouwen was dit de 129e editie van het graskampioenschap. Het toernooi werd gespeeld bij de All England Lawn Tennis and Croquet Club in de wijk Wimbledon van de Britse hoofdstad Londen.
Op grond van een beslissing van de gezamenlijke internationale tennisbonden speelden deelnemers uit Rusland en Wit-Rusland zonder hun nationale kenmerken.

## Toernooisamenvatting
Bij het mannenenkelspel was de Serviër Novak Đoković titelverdediger. Hij verloor de finale van de als eerste geplaatste Spanjaard Carlos Alcaraz.
Het vrouwenenkelspel werd in 2022 gewonnen door de Kazachse Jelena Rybakina. Dit jaar ging de Tsjechische Markéta Vondroušová met de trofee naar huis.
Titelverdedigers bij het mannendubbelspel waren de Australiërs Matthew Ebden en Max Purcell, die gescheiden deelnamen. Dit jaar zegevierden de Nederlander Wesley Koolhof en de Brit Neal Skupski.
Titelhoudsters bij het vrouwendubbelspel waren de Tsjechische Barbora Krejčíková en Kateřina Siniaková. Zij konden hun titel niet verdedigen. De winnaars werden de Taiwanese Hsieh Su-wei en de Tsjechische Barbora Strýcová.
Titelverdedigers in het gemengd dubbelspel waren de Amerikaanse Desirae Krawczyk en de Brit Neal Skupski. De nieuwe kampioenen werden de Oekraïense Ljoedmyla Kitsjenok en de Kroaat Mate Pavić.
De Nederlandse Diede de Groot schreef voor de vijfde maal de Wimbledon-enkelspeltitel op haar naam bij de rolstoelvrouwen. Haar landgenoten Sam Schröder en Niels Vink wonnen voor de tweede keer het dubbelspeltoernooi in de categorie quad. Een dag later won Vink ook nog de enkelspeltitel in die categorie. Het Nederlandse koppel Diede de Groot en Jiske Griffioen won de dubbelspeltitel bij de rolstoelvrouwen.

## Toernooikalender
Evenals vorig jaar werd de middelste zondag niet meer als rustdag gepland, maar ingeroosterd voor het spelen van wedstrijden. De tweede dinsdag was niet langer "ladies' day"; op dinsdag en woensdag werden zowel mannen- als vrouwenpartijen gespeeld.
| Wimbledon          | juli 2023 | juli 2023 | juli 2023 | juli 2023 | juli 2023 | juli 2023 | juli 2023 | juli 2023   | juli 2023    | juli 2023   | juli 2023    | juli 2023    | juli 2023 | juli 2023 |
| Wimbledon          | maa 3     | din 4     | woe 5     | don 6     | vrĳ 7     | zat 8     | zon 9     | maa 10      | din 11       | woe 12      | don 13       | vrĳ 14       | zat 15    | zon 16    |
| ------------------ | --------- | --------- | --------- | --------- | --------- | --------- | --------- | ----------- | ------------ | ----------- | ------------ | ------------ | --------- | --------- |
| mannenenkelspel    | 1e ronde  | 1e ronde  | 2e ronde  | 2e ronde  | 3e ronde  | 3e ronde  | 4e ronde  | 4e ronde    | kwartfinale  | kwartfinale |              | halve finale |           | finale    |
| vrouwenenkelspel   | 1e ronde  | 1e ronde  | 2e ronde  | 2e ronde  | 3e ronde  | 3e ronde  | 4e ronde  | 4e ronde    | kwartfinale  | kwartfinale | halve finale |              | finale    |           |
| mannendubbelspel   |           |           | 1e ronde  | 1e ronde  | 2e ronde  | 2e ronde  | 3e ronde  | 3e ronde    | kwartfinale  | kwartfinale | halve finale |              | finale    |           |
| vrouwendubbelspel  |           |           | 1e ronde  | 1e ronde  | 2e ronde  | 2e ronde  | 3e ronde  | 3e ronde    | kwartfinale  | kwartfinale |              | halve finale |           | finale    |
| gemengd dubbelspel |           |           |           |           | 1e ronde  | 1e ronde  | 2e ronde  | kwartfinale | halve finale |             | finale       |              |           |           |

## Opzet
De volgende toernooien werden georganiseerd (aantal spelers c.q. teams vermeld tussen haakjes):
Hoofdtoernooien
- Mannenenkelspel (128 spelers)
- Vrouwenenkelspel (128 speelsters)
- Mannendubbelspel (64 teams)
- Vrouwendubbelspel (64 teams)
- Gemengd dubbelspel (32 teams)

Kwalificatietoernooien
- Mannenenkelspel (128 spelers)
- Vrouwenenkelspel (128 speelsters)

Juniorentoernooien
- Jongensenkelspel (64 spelers)
- Meisjesenkelspel (64 speelsters)
- Jongensdubbelspel (32 teams)
- Meisjesdubbelspel (32 teams)

Rolstoeltoernooien
- Mannenenkelspel (8 spelers)
- Vrouwenenkelspel (8 speelsters)
- Mannendubbelspel (4 teams)
- Vrouwendubbelspel (4 teams)
- Quad-enkelspel (8 spelers)
- Quad-dubbelspel (4 teams)

Invitatietoernooien (senioren)
- Mannendubbelspel (8 teams)
- Vrouwendubbelspel (8 teams)
- Gemengd dubbelspel (8 teams)

Jeugdtoernooien
- Jongens t/m 14 jaar enkelspel (16 spelers)
- Meisjes t/m 14 jaar enkelspel (16 speelsters)

De meeste toernooien werden afgewerkt volgens het knock-outsysteem, met uitzondering van de invitatietoernooien en de jeugdtoernooien (t/m 14 jaar) waarbij om te beginnen een groepsfase plaatsvond, gevolgd door een finale.
De wedstrijden van het mannenenkelspel werden gespeeld om drie gewonnen sets (best of five). De wedstrijden van het vrouwenenkelspel, vrouwendubbelspel, mannendubbelspel, gemengd dubbelspel, jongens- & meisjesenkelspel en alle rolstoeltoernooien werden gespeeld om twee gewonnen sets (best of three). Bij deze toernooien werd in de beslissende set bij een stand van 6–6 een supertiebreak (tot 10 punten) gespeeld. De wedstrijden van het jongens- & meisjesdubbelspel, het jongens- & meisjesenkelspel t/m 14 jaar en het mannen-, vrouwen- & gemengd invitatiedubbelspel werden gespeeld om twee gewonnen sets (best of three), met een match-tiebreak bij een stand van 1–1 in sets.
De editie van 2023 was de eerste editie in de geschiedenis waar het mannendubbelspel om twee gewonnen sets (best of three) werd gespeeld (met uitzondering van enkele verregende edities, waar het setsysteem noodgedwongen moest worden ingekort). Tot en met 2022 werd het mannendubbelspel gespeeld om drie gewonnen sets (best of five). 
De kwalificatiewedstrijden voor het mannen- en vrouwenenkelspel werden de week voorafgaand van het hoofdtoernooi gespeeld op de grasbanen van het Community Sport Centre in de Londense wijk Roehampton. De kwalificatiewedstrijden werden op een externe locatie gespeeld om de grasbanen van de AELTC te ontzien. De kwalificaties bestonden uit drie ronden. Zestien mannen en zestien vrouwen konden zich kwalificeren voor de hoofdtoernooien. De kwalificatiewedstrijden in het mannen- en vrouwenenkelspel werden gespeeld om twee gewonnen sets (best of three) met een supertiebreak bij een stand van 6–6 in de beslissende set, met uitzondering van de derde kwalificatieronde van het mannenenkelspel, waar om drie gewonnen sets (best of five) werd gespeeld.

## Enkelspel
|                                       |  |                                              |
| Winnaar bij de mannen, Carlos Alcaraz |  | Winnares bij de vrouwen, Markéta Vondroušová |

### Mannen
Titelverdediger was de Serviër Novak Đoković. Hij bereikte wel de finale, maar verloor deze van de Spanjaard Carlos Alcaraz die daarmee zijn tweede grandslamtitel won.

### Vrouwen
Titelverdedigster was Jelena Rybakina uit Kazachstan – zij werd in de kwartfinale uitgeschakeld. In de finale zegevierde de Tsjechische Markéta Vondroušová over Ons Jabeur (Tunesië). Vondroušová werd hiermee de eerste ongeplaatste speelster in het open tijdperk die de enkelspeltitel op Wimbledon won.

## Dubbelspel

### Mannen
Vorige keer won het duo Matthew Ebden en Max Purcell uit Australië. Dit jaar speelden zij ieder met een andere partner. De Nederlander Wesley Koolhof en Neal Skupski uit het Verenigd Koninkrijk wonnen hun eerste grandslamtitel in het mannendubbelspel.

### Vrouwen
Titelhoudsters waren Barbora Krejčíková en Kateřina Siniaková uit Tsjechië – wegens een blessure van Krejčíková konden zij hun titel niet verdedigen. De eindzege ging naar Hsieh Su-wei (Taiwan) en Barbora Strýcová (Tsjechië) die de Belgische Elise Mertens en Storm Hunter uit Australië in de finale versloegen.

### Gemengd
Titelverdedigers waren Desirae Krawczyk (VS) en Neal Skupski (VK), die dit jaar al in de eerste ronde werden uitgeschakeld. De trofee werd weggedragen door Ljoedmyla Kitsjenok (Oekraïne) en Mate Pavić (Kroatië) – in de finale versloegen zij Xu Yifan uit China en de Belg Joran Vliegen.

## Kwalificatietoernooi
Algemene regels – Aan het hoofdtoernooi (enkelspel) deden bij de mannen en vrouwen elk 128 tennissers mee. De 104 beste mannen en 104 beste vrouwen van de wereldranglijst die zich inschreven, werden rechtstreeks toegelaten. Acht mannen en acht vrouwen kregen van de organisatie een wildcard. Voor de overige ingeschrevenen resteerden dan nog zestien plaatsen bij de mannen en zestien plaatsen bij de vrouwen in het hoofdtoernooi – deze plaatsen werden via het kwalificatietoernooi ingevuld. Aan dit kwalificatietoernooi deden nog eens 128 mannen en 128 vrouwen mee.
De kwalificatiewedstrijden werden gespeeld op het Community Sport Centre in Roehampton van maandag 26 tot en met donderdag 29 juni 2023.
De volgende deelnemers aan het kwalificatietoernooi wisten zich een plaats te veroveren in de hoofdtabel:

### Mannenenkelspel
- Radu Albot
- Matteo Arnaldi
- Tomás Barrios Vera
- Gijs Brouwer
- Kimmer Coppejans
- Enzo Couacaud
- Laurent Lokoli
- Tomáš Macháč
- Maximilian Marterer
- Harold Mayot
- Hamad Međedović
- Shintaro Mochizuki
- Dennis Novak
- Oscar Otte
- Sho Shimabukuro
- Dominic Stricker

Lucky losers
- Taro Daniel
- Fábián Marozsán
- Michael Mmoh
- Yosuke Watanuki

### Vrouwenenkelspel
- Mirra Andrejeva
- Bai Zhuoxuan
- Jéssica Bouzas Maneiro
- Viktorija Golubic
- Viktória Hrunčáková
- Storm Hunter
- Kaja Juvan
- Sofia Kenin
- Greet Minnen
- Céline Naef
- Lucrezia Stefanini
- Natalija Stevanović
- Simona Waltert
- Yanina Wickmayer
- Yuan Yue
- Carol Zhao

Lucky losers
- Nao Hibino
- Tamara Korpatsch

## Junioren
Meisjesenkelspel

Finale: Clervie Ngounoue (VS) won van Nikola Bartůňková (Tsjechië) met 6-2, 6-2
Meisjesdubbelspel

Finale: Alena Kovačková (Tsjechië) en Laura Samsonová (Tsjechië) wonnen van Hannah Klugman (VK) en Isabelle Lacy (VK) met 6-4, 7-5
Meisjesenkelspel onder 14 jaar

Finale: Luna Vujović (Servië) won van Hollie Smart (VK) met 6-3, 6-1
Jongensenkelspel

Finale: Henry Searle (VK) won van Jaroslav Demin () met 6-4, 6-4
Jongensdubbelspel

Finale: Jakub Filip (Tsjechië) en Gabriele Vulpitta (Italië) wonnen van Branko Đurić (Servië) en Arthur Gea (Frankrijk) met 6-3, 6-3
Jongensenkelspel onder 14 jaar

Finale: Mark Ceban (VK) won van Svit Suljić (Slovenië) met 7-6, 6-3

## Rolstoeltennis
Rolstoelvrouwenenkelspel

Finale: Diede de Groot (Nederland) won van Jiske Griffioen (Nederland) met 6-2, 6-1
Rolstoelvrouwendubbelspel

Finale: Diede de Groot (Nederland) en Jiske Griffioen (Nederland) wonnen van Yui Kamiji (Japan) en Kgothatso Montjane (Zuid-Afrika) met 6-1, 6-4
Rolstoelmannenenkelspel

Finale: Tokito Oda (Japan) won van Alfie Hewett (VK) met 6-4, 6-2
Rolstoelmannendubbelspel

Finale: Alfie Hewett (VK) en Gordon Reid (VK) wonnen van Takuya Miki (Japan) en Tokito Oda (Japan) met 3-6, 6-0, 6-3
Quad-enkelspel

Finale: Niels Vink (Nederland) won van Heath Davidson (Australië) met 6-1, 6-2
Quad-dubbelspel

Finale: Sam Schröder (Nederland) en Niels Vink (Nederland) wonnen van Heath Davidson (Australië) en Robert Shaw (Canada) met 7-6, 6-0

## Toeschouwersaantallen en bezoekerscapaciteit
|           |  | Eerste week |  | Tweede week |
| --------- |  | ----------- |  | ----------- |
| Maandag   |  |             |  |             |
| Dinsdag   |  |             |  |             |
| Woensdag  |  |             |  |             |
| Donderdag |  |             |  |             |
| Vrijdag   |  |             |  |             |
| Zaterdag  |  |             |  |             |
| Zondag    |  |             |  |             |
| Totaal    |  |             |  |             |

| Baan                           | Zitplaatsen                    |                                | Baan                           | Zitplaatsen |
| ------------------------------ | ------------------------------ | ------------------------------ | ------------------------------ | ----------- |
| Centre Court                   | 14.974                         |                                | Court No. 9                    | –           |
| Court No. 1                    | 12.345                         | Court No. 10                   | –                              |             |
| Court No. 2                    | 4.063                          | Court No. 11                   | 112                            |             |
| Court No. 3                    | 1.980                          | Court No. 12                   | 1.736                          |             |
| Court No. 4                    | 170                            | Court No. 14                   | 318                            |             |
| Court No. 5                    | –                              | Court No. 15                   | 318                            |             |
| Court No. 6                    | –                              | Court No. 16                   | 314                            |             |
| Court No. 7                    | 312                            | Court No. 17                   | 312                            |             |
| Court No. 8                    | 170                            | Court No. 18                   | 782                            |             |
| Totaal zitplaatsen             | Totaal zitplaatsen             | Totaal zitplaatsen             | Totaal zitplaatsen             | 37.706      |
|                                |                                |                                |                                |             |
| Bezoekerscapaciteit tennispark | Bezoekerscapaciteit tennispark | Bezoekerscapaciteit tennispark | Bezoekerscapaciteit tennispark | 42.000      |